# Агридаки
Агрида̀ки (на гръцки: Αγριδάκι; на турски: Alemdağ) е село в Кипър, окръг Кирения. Според статистическата служба на Северен Кипър през 2011 г. селото има 86 жители.
Де факто е под контрола на непризнатата Севернокипърска турска република.